# ジータ・ジョハン
- ジータ・ジョアン
- ジタ・ジョハン
- ジタ・ヨハン

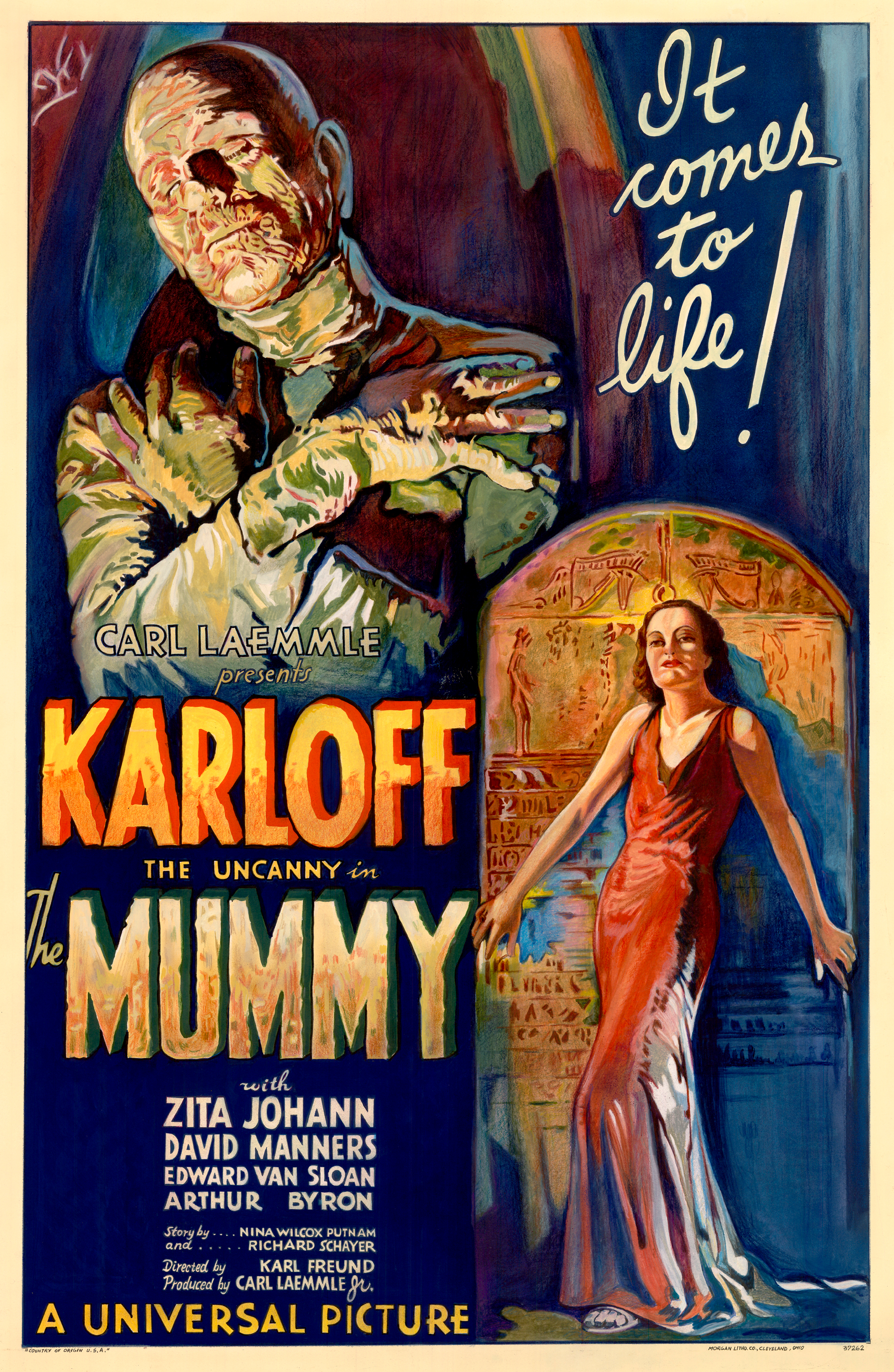
『ミイラ再生』ポスター(1932)

ジータ・ジョハン（Zita Johann、1904年7月14日 - 1993年9月24日）とは、オーストリア＝ハンガリー帝国出身のアメリカ合衆国の女優。代表作はボリス・カーロフと共演した『ミイラ再生』（1932年）。

## 生涯
ドイツ語を使うバナート・シュヴァーベン人として、オーストリア＝ハンガリー帝国のピシュキア（現在はルーマニア、ティミショアラの近く）の小さな村に生まれる。出生名はエリーザベト・ヨーハン（Elisabeth Johann）。父親はユサール将校のシュテファン・ヨーハン。
1911年、家族でアメリカに移住。
1924年、ブロードウェイでデビュー。1931年、D・W・グリフィス監督の映画『苦闘』で銀幕デビュー。映画は7本に出演した後、演劇に復帰。オーソン・ウェルズと共演。さらに学習障害の人々に演技を教えた。
結婚はジョン・ハウスマンなど3回。
1962年、ニューヨーク州ナイアックのElmwood Playhouseで『Don Juan In Hell』を演出。
最後の映画出演は1986年の低予算ホラー映画『Raiders of the Living Dead』。
1993年、89歳でナイアックにて死去。遺体は火葬にされ、遺灰はニューヨーク州北部の家族農場に散骨された。

## 主な出演作品

### 舞台
- Man and the Masses (1924)[4]
- Dawn (1924 - 1925)[4]
- Grand Street Follies (1925)[4]
- The Goat Song (1926)[4]
- マシナル Machinal (1928)[4] - 主演/クラーク・ゲーブル共演
- Troyka (1930)[4]
- ワーニャ伯父さん Uncle Vanya (1930)[4]
- Tomorrow and Tomorrow (1931)[4]
- Panic (1935)[4][5]:159 - オーソン・ウェルズ共演
- Seven Keys to Baldpate (1935)[4]
- The Burning Deck (1940)[4]
- Broken Journey (1942)[4]

### 映画
- 苦闘（英語版） The Struggle (1931)[6]
- 虎鮫（英語版） Tiger Shark (1932)[6]
- ミイラ再生 The Mummy (1932)[7]
- 豪華船 Luxury Liner (1933)[7]
- 苦闘五十年 The Man Who Dared (1933)[7]
- The Sin of Nora Moran (1933)[7]
- Grand Canary (1934)[7]
- Raiders of the Living Dead (1986)[6]
- D. W. Griffith: Father of Film (1993)[6]